# باقرپارا
باقرپارا (به لاتین: Bagherpara) یک منطقهٔ مسکونی در بنگلادش است که در ناحیه جسور واقع شده‌است. باقرپارا ۳۰۸٫۲۹ کیلومتر مربع مساحت و ۲۱۶٬۸۹۷ نفر جمعیت دارد.